# 本蘭明朝
本蘭明朝（ほんらんみんちょう）は、写研の電算写植機用明朝体である。仮名のデザインは橋本和夫（写研文字開発部、現・イワタ顧問）による。

## 概要
写研が全自動写植機「SAPTON」シリーズ用として1975年に発表した「本蘭細明朝体」と、それを元に7ウエイトにファミリー展開した「本蘭明朝」ファミリーで構成される書体である。
写植は、活字組版に比べ作業効率が悪く、長く端物用として使われてきたが、手動写植機の欠点をコンピュータで補った電算写植システムが1960年代末に登場し、1970年代には活字に代わって本文組みに用いられるようになった。中でも写研「SAPTON」システムは、装置内でガラス製文字円盤を高速回転して採字・印字を行う機構を採用し、毎分300字の印字速度を誇ったが、従来の写植機に比べ細い横線がかすれやすい装置側の欠点があった。書体側に手を入れてこの問題に対応することになり、新たに本文用明朝体として開発された書体である。
それまで写研が本文用明朝体としてきた石井明朝体は、懐が狭く手足が長く文字の要素に強弱があり、活字に比べ弱々しい印象を与えたほか、このころから多用されるようになった横組みや和欧混植時には、ラインがそろわない欠点があった。このため本蘭細明朝体では、書籍や文庫本での本文組使用を前提に、横線を太くはらいを太くし、懐を広げることを主眼に、活字の力強さも併せ持つ書体として開発された。
一方で横線を太くしたことで、文字円盤の露光特性上、線が鋭角に交わる部分に現れる黒みのたまりが目立つため、交差部分に小さな切り込み「隅取り」を入れることで黒みのたまりを回避するという、文字デザイン上前例のない処理を行った。のちに写研電算写植機用デジタルフォント（Cフォント、タショニムフォント）化が行われた時には、この隅取り処理はすべて埋められた。
当時の写研全製品の命名権は社長の石井裕子にあり、「本」は本文組み用、「蘭」は、蘭を好んだ自身の社長時代に作られたことを示していた。本蘭細明朝体の普及には時間を要し、この間写研は鈴木勉らによって本蘭明朝体のファミリー展開作業を行った。1985年には本蘭細明朝体を「本蘭明朝L」と改称し、Hまでの「本蘭明朝」7ウエイトを発表したことで、広く使われるようになった。
手動写植機用文字盤も販売されたが、2023年時点でDTP向けのデジタルフォント製品化は行われていない。
2025年3月24日モリサワの公式サイト上にて、モリサワと写研のOpenTypeフォント開発プロジェクトにおいて、「改刻フォント」として2026年以降のリリースを予定していることを発表した。

## ファミリー構成
- 本蘭細明朝体／本蘭明朝L (LHM) - 1975年
- 本蘭明朝M (MHM) - 1985年
- 本蘭明朝D (DHM) - 1985年
- 本蘭明朝DB (DB HM) - 1985年
- 本蘭明朝B (BHM) - 1985年
- 本蘭明朝E (EHM) - 1985年
- 本蘭明朝H (HHM) - 1985年